# زنبق دوگلاس
زنبق دوگلاس (نام علمی: Iris douglasiana) نام یک گونه از سرده زنبق است.